# Muž, který modifikoval příliš mnoho
Muž, který modifikoval příliš mnoho (v anglickém originále The Man Who Grew Too Much) je 13. díl 25. řady (celkem 543.) amerického animovaného seriálu Simpsonovi. Scénář napsal Jeff Westbrook a díl režíroval Matthew Schofield. V USA měl premiéru dne 9. března 2014 na stanici Fox Broadcasting Company a v Česku byl poprvé vysílán 12. června 2014 na stanici Prima Cool.

## Děj
Den vědeckých filmů umožňuje paní Hooverové usnout, když její třída sleduje film, jenž podle Lízy nezapadá do plánu výuky. Líza dokonce zajde tak daleko, že si vytvoří vlastní plán hodiny, který by pokrýval to, co by se studenti měli učit. Lízin plán naruší něco, co vypadá jako zemětřesení. Ukáže se, že otřesy jsou způsobeny dupáním studentů na chodbách, protože je úterý s tacos. Homer a jeho spolupracovníci se vplíží do školy, aby tohoto dne využili. Líza pozoruje Barta, jak jí své šesté taco, a kuchařku Doris, která ponechává salát na další dny. Poté, co se Líza zeptá, jestli zelenina shnije, jí kuchařka řekne, že zelenina je geneticky modifikovaná, takže by měla vydržet. Zatímco Líza si v autě čte o účincích konzumace geneticky modifikovaných potravin, Marge spěchá do kostela, než zmizí práce pro dobrovolníky, na kterou se chce zapsat. Je ale pozdě, poslední volnou prácí je sexuální přednáška pro mladistvé. Na schůzce rodičů a učitelů ve škole Líza přednese své vystoupení o genetické modifikaci. Po zhlédnutí matoucího videa si Líza odběhne udělat pořádný průzkum a k překvapení posluchačů zjistí, že geneticky modifikované potraviny mohou být vlastně dobré. 
Když se o Lízinu iniciativu za prosazení geneticky modifikovaných potravin začne zajímat korporace, Líza a její rodina zjistí, že za vším stojí hlavní vědec Levák Bob. Jakmile Bob vypráví, jak se stal pokusným subjektem, aby nebyly příliš zraněny opice, snaží se obnovit svůj vztah se Simpsonovými. Zejména Lízu s Bobem spojuje jejich společná láska k Waltu Whitmanovi a Bob poznamenává, že Líza byla vždycky nejlepším členem rodiny z klanu Simpsonových. Mezitím se Marge vrací k přednáškám o sexu pro teenagery, ale tentokrát se připravuje pomocí maňásků., ale mladiství se jí smějí. Doma se Homer snaží vtěsnat do chvíle, kdy je s Marge sám, ale rozzlobená Marge se rozhodne použít Homera jako příklad pro svou hodinu sexuální výchovy. Marge přivede Homera do kostela, aby třídě řekl, že se dva dny zdržel sexu se svou partnerkou. Pouhá představa, že se Homer a Marge vzájemně dotýkají, dává teenagerům dostatečný důvod, aby se zavázali, že se sexem počkají až do manželství. 
Líza si naopak užívá s Bobem v muzeu. Přestože si Bob musí z vězení s sebou nosit betonový blok připevněný na kotníku, užívá si čas s Lízou. Když Líza prochází jedním z exponátů, těžký vystavený model málem Lízu rozmačká, ale Bob ji zachrání. Když chce Líza vědět, kde vzal Bob sílu, aby zabránil exponátu v jejím rozdrcení, Bob jí prozradí, že díky úspěchu geneticky modifikovaných potravin dokázal změnit svou vlastní DNA. Bob také Líze řekne, že pravým důvodem jejich výletu do muzea je jeho plán využít DNA géniů v expozici, aby se stal nejchytřejším ze všech. Když Bart přijde Lízu zachránit, Bob ho varuje, že se může velmi snadno nechat zlákat k vražednému vzteku. Poté, co ho dvojice na chvíli znepokojí, skutečně propadne zuřivosti a vydá se po Bartovi a Líze. Běží za nimi se svými novými „stehny kobylky“ a „sonarem velryby zabijáka“. Pronásleduje je až na okraj Springfieldské přehrady a oni jej prosí, aby jim zazpíval, než je zabije. Bob jim vyhoví, ale Marge, Homer a skupina abstinentů přicházejí Boba zastavit, přičemž Marge slíbila, že teenagery zprostí jejich slibu. Když Líza mluví o Waltu Whitmanovi, Bob si uvědomí, že se stal zrůdou, a pokusí se o sebevraždu utopením, ale pak si vzpomene, že má žábry. 
V epilogu, natočeném jako pocta Marcii Wallaceové, Ned vzpomíná, jak moc Ednu miloval, když s Nelsonem truchlí nad její smrtí.

## Přijetí
Epizoda získala pozitivní hodnocení kritiků. The A.V. Club udělil dílu hodnocení B+ a pochválil hlasový projev Kelseyho Grammera a „silný, přímočarý příběh“ epizody: „Největší odměnou každého dílu Leváka Boba je Kelsey Grammer, který i 24 let po svém prvním vystoupení v roli strašidelně parukatého, občas vraždícího a nesourodě kultivovaného Roberta Underdunka Terwilligera dokáže tuto postavu udělat stejně životně zábavnou a hrozivou jako kdykoli předtím. V jeho kariéře plné ohromujících vzestupů a potupných pádů žije Levák Bob dál jako stejně nesmazatelná kreace jako Frasier Crane. Bobovy machinace v podstatě posouvají tuto epizodu o celou třídu výš.“.
Teresa Lopezová z TV Fanatic ohodnotila díl smíšeně až pozitivně. Ačkoli Lopezová chválila sblížení Leváka Boba a Lízy kvůli jejich IQ a označila ho za „srdceryvné“, kritizovala Bobův plán jako „přízemní“ a uvedla, že Bobův přerod „v genetické monstrum, které se vymklo kontrole, byl hloupý i na něj“. Pochvaly se však dostalo béčkovému příběhu dílu, v němž se Marge snažila promluvit s místními teenagery o celibátu, protože „její nepříjemné mluvení a nechtěně dráždivé loutky na prstech se postaraly o několik skvělých komických momentů“. Epizodu nakonec Lopezová ohodnotila 3,6 z 5 hvězdiček.
Díl získal rating 1,6 a celkem jej sledovalo 3,75 milionu lidí, čímž se stal druhým nejsledovanějším pořadem bloku Animation Domination v ten večer.